# ضیافت (افلاطون)

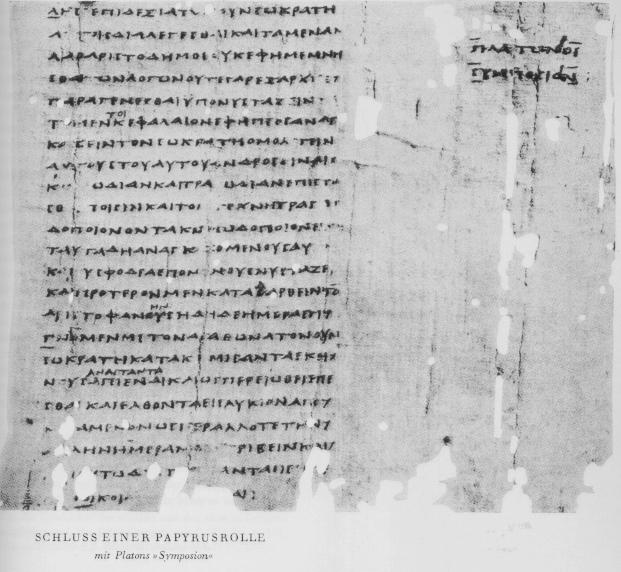
توماری از جنس پاپیروس دربردارندهٔ ضیافت افلاطون به خط یونانی

ضیافت، مهمانی یا سمپوزیوم (به یونانی: συμπόσιον) یکی از گفتگوهای فلسفی افلاطون است، که تاریخ آن ۳۸۵–۳۷۰ پیش از میلاد است. این گفتگو یک مکالمه دوستانه از سخنرانی‌هایی را به تصویر می‌کشد که توسط گروهی از مردان برجسته در یک ضیافت ایراد می‌شود. این افراد شامل سقراط فیلسوف، آلکیبیادس شخصیت سیاسی و ژنرال و آریستوفان نمایشنامه‌نویس است. موضوع این گفتگو اروس یا عشق است و این اثر مهم‌ترین اثر افلاطون در زمینهٔ عشق می‌باشد. اثر دیگر افلاطون دربارهٔ عشق که با ضیافت هم در پیوند است فایدروس می‌باشد. همچنین این رساله پیوندهایی هم با رسالهٔ فایدون دارد. ترجمه تحت‌اللفظی سمپوزیوم (به یونانی: سیمپوسیون) «هم‌نوشی، هم‌گساری، هم‌پیالگی» است.

این گفتگو از گفتگوهای سقراطی افلاطون می‌باشد که در آن‌ها سقراط چهرهٔ اول آن است. این رساله روایتی است که در بخشی از آن خواننده شاهد گفتگوی بازیگران آن با یکدیگر است. 

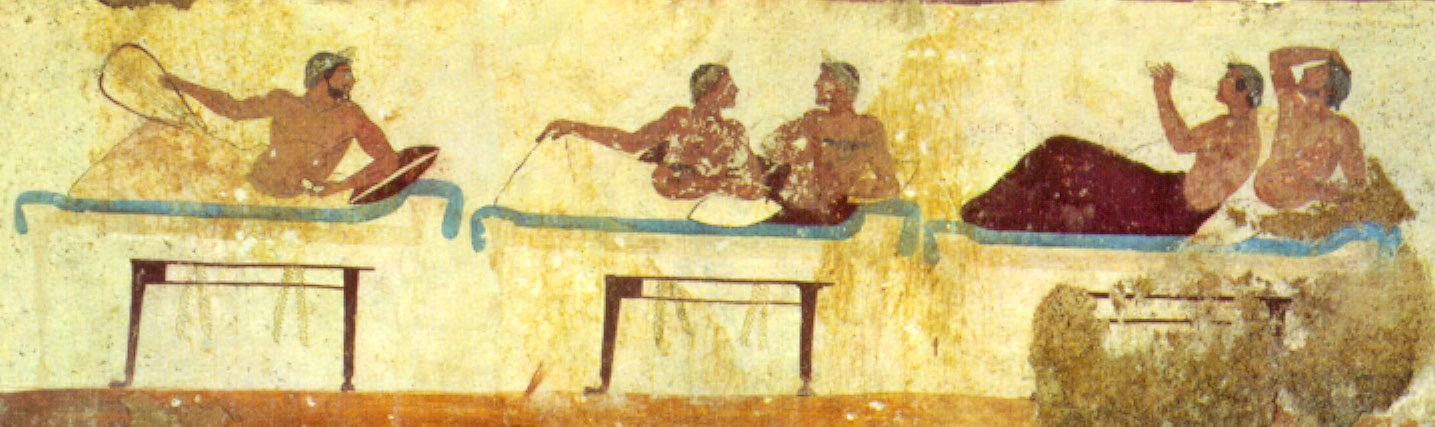
نمایی از بزم می‌گساری، فرسکی از نیایشگاه دیور، موزهٔ پستوم ایتالیا

## خلاصهٔ مکالمه
در مهمانی آگاتون که سقراط هم حضور داشته، کسی می‌شنود که از عشق سخن گفته‌اند. پس در میان راه پیرائوس-آتن جلو آپولودوروس از دوستان سقراط را می‌گیرد و خواهان شنیدن داستان آن ضیافت از او می‌شود. آپولودوروس می‌گوید که این داستان به سال‌ها پیش بازمی‌گردد و خود او از اریستودموس که از پیروان سقراط بود، شنیده‌است. آریستودموس چنین گفته بود که روزی او سقراط را برخلاف همیشه آراسته می‌بیند. از او می‌پرسد که کجا می‌روی و سقراط پاسخ می‌دهد به مهمانی آگاثون و از او می‌خواهد که همراهش برود و از پی او راه می‌افتد. آریستودموس به خانهٔ آگاثون می‌رسد ولی سقراط بر ایوان خانهٔ همسایه به اندیشیدن نشسته و از او جا مانده‌است. آگاثون سقراط را به خانه می‌آورد. این مهمانی به شادانهٔ پیروزی آگاتون در مسابقهٔ ادبی آتن برپاگشته بود و دیگر مهمانان هم فایدروس، پاوسانیاس، اروکسیماخوس و آریستوفانس بوده‌اند.
با آمدن سقراط مهمانان در بارهٔ شیوهٔ باده‌گساری سخن می‌رانند و چون چند تنی از ایشان روز گذشته را مِی نوشیده بودند ترجیح دادند که در این کار زیاده روی نکنند و در عوض در باب عشق سخن بگویند.

### سخنرانی فایدروس
اولین سخنران فایدروس است. او عشق را از جمله یکی از خدایان می‌شمارد که به واسطه آن نیکی و شادی حاصل می‌شود. در نگاه او عشق واقعی در ارتباط یک مرد با یک پسر جوان تعریف می‌شود؛ ولی عشق ایده‌آل وقتی است که پسر مذکور اهل فضیلت و آداب باشد و ارتباط فقط به رابطه جنسی ختم نشود.

### سخنرانی پاوسانیاس
دومین سخنران پاوسانیاس است. معشوق پاوسانیاس آگاتون است. نگرش پاوسانیاس به فایدروس شباهت دارد ولی از پیچیدگی بیشتری برخوردار است. از دیدگاه او عشق دارای سلسله مراتب است، و ابتدایی‌ترین نوع آن، رابطه عاشقانه با زنان است و نوع متعالی آن رابطه عاشقانه با پسران زیبای صاحب اندیشه و خرد است.
او از لزوم قانون‌مدار بودن ارتباط بین طرفین صحبت می‌کند و جوامعی که دارای این قوانین نیستند را به چالش می‌کشد. به‌عنوان مثال او از حکومت بربرها به سختی انتقاد می‌کند. پاوسانیاس این امر را توطئه‌ای از سوی به گفته او «خودکامه‌گان» می‌داند. او این‌گونه استدلال می‌کند که خودکامه‌گان خواهان آن هستند که عشق حقیقی بین حاکمان و مردم تعریف شود و از عشق متعالی که بین دو مرد تعریف می‌شود هراس دارند.

### سخنرانی اِروکسیماخوس
اروکسیماخوس پزشک است و در سخنرانی‌اش عشق را مفهومی بسیار جهان‌شمول‌تر تعریف می‌کند و آن را از انحصار روابط انسانی بیرون می‌کشد.
او عشق را عامل اعتدال و برقراری نظم و هماهنگی می‌داند. او مثال‌هایی متعدد از پزشکی، موسیقی، ورزش، کشاورزی و نظام طبیعت مطرح، و تئوری خود را تشریح می‌کند. از دیدگاه او عشق نیرو و انگیزه‌ای است که افراط و تفریط را از بین می‌برد و آسایش حقیقی را به ارمغان می‌آورد. برقراری تعادل بین سرد و گرم، تلخ و شیرین، خشک و تر و غیره‌است و این به دانایی میزبان بستگی دارد که چه نوع عشقی را جذب کند تا تعادل حقیقی را برقرار کند. به بیان دیگر او عشق را بیش‌تر از دیدگاه پزشکی بیماری و سلامت جسم و نفس می‌داند.
به‌عنوان مثال تعریف او از موسیقی این است: «موسیقی، در حقیقت هنری است که عشق، خود را در قالب ریتم و هارمونی نشان می‌دهد.» یا از دیدگاه طبیعی او طبیعت را مجموعه‌ای از تضادها و افراط و تفریط‌ها که شامل سرما و گرما، خشکی و رطوبت و… می‌پندارد و عشق در این میان عامل برقراری اعتدال است که باعث می‌شود انسان از طبیعت لذت ببرد.

### سخنرانی آریستوفانس
او چنین ادعا می‌کند که در آغاز جهان به جز زن و مرد جنسی دیگری به نام آندروگونوس[=نرماده] هم وجود داشته‌است؛ ولی نهایتاً نرماده از بین می‌رود و به نر و ماده تقسیم می‌شود. عامل دوپاره شدن نرماده توطئه‌ای بود که از جانب زئوس، خدای خدایان، تدارک دیده می‌شود تا قدرت بالای نرماده از بین برود. او این‌گونه استدلال می‌کند که عشق نیرویی درونی است که در تمام انسان‌ها وجود دارد و آن‌ها را به پیدا کردن جفت گم‌شده با پاره تنشان تحریک می‌کند. از دیدگاه او انسان دارای اشتیاق درونی پنهانی است تا به ذات اولیه خود بازگردد و تا زمانی که جفت خود را پیدا نکند آرام نخواهد شد و روی خوشی نخواهد دید. آریستوفانس عشق را آشکار در عصیان علیه خدایان صورت‌بندی می‌کند.
او این استدلال را تعمیم می‌دهد و نتیجه می‌گیرد که عشق چیزی نیست جز میل به وحدت و کامل شدن.

### سخنرانی آگاثون
مانند اروکسیماخوس مفهومی مجرد از عشق مطرح می‌کند و با ستایشی شاعرانه، عشق را مظهر زیبایی در جهان می‌داند.

### سخنرانی سقراط
سخنرانی سقراط متفاوت‌تر از سایرین است چون او سعی می‌کند تعریفی دقیق و فلسفی ارائه دهد و در سخنرانی او اثری از مدح و ستایش دیده نمی‌شود. به‌طور خلاصه تئوری سقراط به این شرح است:
1. عشق میل است چون همیشه به همراه چیزی می‌آید که شخص آن را ندارد مثل عشق به زیبایی، عشق به دانش و…
2. آن چیزی که عشق آن را طلب می‌کند خود فاقد آن است و سعی در تصاحبش دارد.
3. آن چیزی که عشق آن را طلب می‌کند حتماً خوب است چون باعث نیک‌بختی می‌شود.
4. هیچ‌کس چیز خوبی را به‌طور موقت طلب نمی‌کند و می‌خواهد برای همیشه مالک آن باشد.
5. میل به داشتن چیزی برای همیشه، چیزی نیست جز میل به جاودانگی.
6. «جاودانگی نسبی» با خلق اثر حاصل می‌شود. خلق اثر می‌تواند تولید مثل یا فرزند باشد یا خلق یک اثر ماندگار ادبی یا هنری.
7. خلق اثر یا خلاقیت در شرایطی میسر است که زمینه و محیط آن فراهم باشد که زیبایی لازمه آن است.
8. عشق و زیبایی در یک نقطه به هم می‌رسند و باعث جاودانگی می‌شوند.

بنابراین از دیدگاه سقراط:
الف: همگان میل شدیدی به جاودانگی دارند.
ب: خلاقیت محصول میل به جاودانگی است.
سقراط برای زیبایی سلسله مراتب تعریف می‌کند: مرحلهٔ نخست، عشق به یک جسم؛ مرحله دوم، عشق به همهٔ جسم‌ها؛ مرحله سوم، عشق به رسوم و قوانینِ زیبا؛ مرحله چهارم، عشق به علومِ زیبا و جاودانگی حقیقی با عشق به زیبایی مطلق حاصل می‌شود که فلسفه است.

### سخنرانی آلکیبیادس
آلکیبیادس معشوق سقراط، یکی از زیباترین جوانان آتن بوده‌است. او پس از سخنرانی سقراط وارد مهمانی می‌شود. هنگام ورود او کاملاً مست بوده‌است.
او در سخنرانی‌اش تنها به تشریح روابط عاشقانه اش با سقراط می‌پردازد. او می‌گوید از این‌که شخصیت بسیار برجسته‌ای مثل سقراط او را برگزیده‌است بسیار خرسند است ولی در رابطه آن‌ها جای عاشق و معشوق عوض شده‌است و او عاشق سقراط شده‌است. او از این‌که سقراط با او آمیزش جنسی نمی‌کند به وضوح گلایه می‌کند ولی اعتراف می‌کند که برداشت سقراط از عشق از توان فهم او خارج است. او به این نکته اشاره می‌کند که سقراط همیشه سعی می‌کند با او و جوانان رابطه برقرار کند و آنان را به کسب خرد و دانش برمی‌انگیزد.
او در سخنرانی اش تعریف بسیار رمانتیک و شاعرانه‌ای از فضایل اخلاقی سقراط به‌عمل می‌آورد.
پس از این سخنرانی گروهی رفتند و گروهی در خواب شدند ولی سقراط و آگاتون اریستوفانس تا بامداد به گفتگو نشستند. با آمدن صبح آن دو تن دیگر هم به خواب رفتند و سقراط پس از شستشو از خانه بیرون رفت و آریستودموس هم که بیدار شده‌بود از پی‌اش به راه افتاد.

## مطالعهٔ بیش‌تر

### ترجمه‌های فارسی این گفتگو
- ضیافت یا سخن در خصوص عشق، پیشگفتار از محمدعلی فروغی، ترجمه محمدابراهیم امینی فرد، تهران: جامی، ۱۳۸۵
- ضیافت، ترجمه محمود صناعی، تهران: جامی، ۱۳۸۱
- مهمانی (مجموعه آثار افلاطون)، ترجمهٔ محمد حسن لطفی، انتشارات خوارزمی، ۱۳۵۶